# Werner Bockelmann

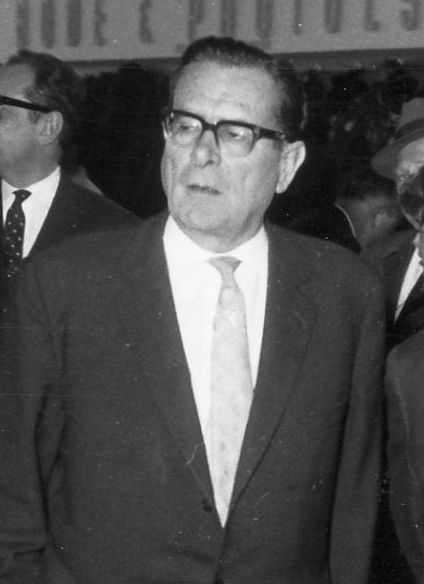
Werner Bockelmann (1963)

Werner Bockelmann (* 23. September 1907 in Moskau, Russisches Kaiserreich; † 7. April 1968 bei Friolzheim) war ein deutscher Jurist und SPD-Politiker.
Er war Oberbürgermeister von Lüneburg (1945–1946), von Ludwigshafen am Rhein (1955–1957) und von Frankfurt am Main (1957–1964). Von 1964 bis 1968 war er Hauptgeschäftsführer des Deutschen Städtetages sowie von 1957 bis 1964 Präsident des Deutschen Turner-Bundes.

## Leben

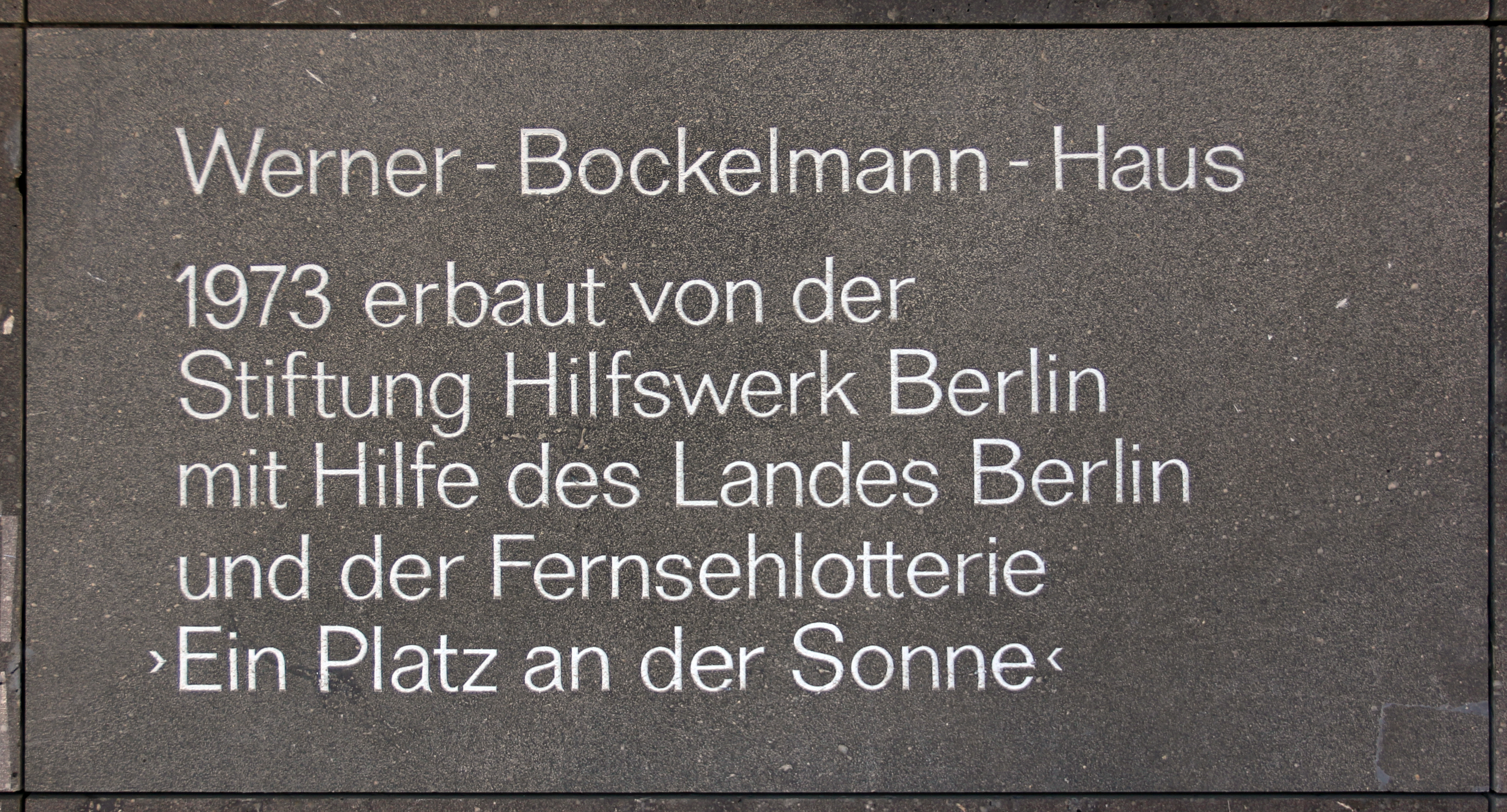
Gedenktafel am Haus, Bundesallee 49, in Berlin-Wilmersdorf

Werner Bockelmann wurde am 23. September 1907 in Moskau als Sohn des deutschen Bankiers Heinrich Bockelmann und dessen Frau Anna, geb. Förster, geboren. Er kam 1920 nach Deutschland und wurde nach dem Besuch des Johanneums in Lüneburg und dem Studium der Rechtswissenschaften an der TH Dresden sowie den Universitäten Hamburg, Göttingen und Graz ab 1935 Rechtsanwalt in Hamburg. Von 1941 bis 1945 war er Oberstabsintendant bei der Kriegsmarine.
Erste politische Erfahrungen machte er in Lüneburg, wo er von 1945 bis 1946 Oberbürgermeister war sowie ab 1946 zum Oberstadtdirektor ernannt wurde. 1955 wurde er Oberbürgermeister in Ludwigshafen am Rhein.
Am 7. April 1968 befand er sich auf der Heimfahrt von einer Veranstaltung am Bodensee und wurde auf der Bundesautobahn 8 nahe Friolzheim in einen Verkehrsunfall verwickelt, in dessen Folge er starb. Bei diesem Unfall wurde ebenfalls der zweite Münchner Bürgermeister Georg Brauchle tödlich verletzt.

## Oberbürgermeister von Frankfurt
1957 wurde Werner Bockelmann zum Oberbürgermeister von Frankfurt am Main gewählt. In seine Frankfurter Amtszeit als Oberbürgermeister fallen die Entscheidung für eine anfangs allein von der Stadt finanzierte Stadtbahn, die im Innenstadtbereich unterirdisch und in Außenbereichen auf eigenem Gleiskörper verkehrt. Erst später wurde die Unterpflasterbahn zur U-Bahn weiterentwickelt, nun mit Finanzierungsanteil von Bund und Land Hessen. Auch der Wiederaufbau der Universität Frankfurt (bis 1966 in städtischer Verantwortung), die Gründung der Nordweststadt und die Errichtung des Zürich-Hauses, einer der ersten Wolkenkratzer der Stadt sind prägende Ereignisse von Bockelmanns Amtszeit. Von seinem „volksnahen“ rheinischen Vorgänger Walter Kolb hob er sich als deutlich „kühlerer“ – norddeutscher – Politiker ab, weshalb ihm mancher Zeitgenosse nicht wohlgesinnt war.
1964 bekam Bockelmann die Ehrendoktorwürde der Johann Wolfgang Goethe-Universität Frankfurt am Main. Noch im selben Jahr schied er aus dem Amt als Oberbürgermeister aus, nachdem er noch im Herbst 1962 für weitere zwölf Jahre als Frankfurter Stadtoberhaupt gewählt worden war. Seinen Rücktritt begründete er mit dem Rat seiner Ärzte zur Schonung seiner Gesundheit.

## Weitere berufliche und ehrenamtliche Aufgaben
Am 14. Juli 1957 wurde Bockelmann als Nachfolger von Walter Kolb in Lüdenscheid zum Präsidenten des Deutschen Turner-Bundes gewählt. Er übte das Amt bis 1964 aus. Bockelmann gehörte dem Kuratorium der 1959 gegründeten Deutsch-Israelischen Studiengruppe an der Goethe-Universität Frankfurt an, die sich in Frankfurt für die NS-Aufarbeitung, gegen den Antisemitismus und für die Annäherung mit Israel einsetzte. Bis zu seinem Tod hatte Bockelmann auch das Amt des Vizepräsidenten der Deutschen Olympischen Gesellschaft inne. Er übernahm die Aufgabe als geschäftsführendes Präsidialmitglied (Hauptgeschäftsführer) beim Deutschen Städtetag in Köln. Am 14. April 1964 wurde Bockelmann in Lübeck vom Hauptausschuss des Deutschen Städtetages einstimmig gewählt. Zudem war er Präsident des Deutschen Fremdenverkehrsverbandes (1957–1967) sowie der Stiftung Hilfswerk Berlin.
Zu seinen zahlreichen Orden und Ehrenzeichen gehörten das Komturkreuz des griechischen Phönixordens, das Große Silberne Ehrenzeichen mit Stern der Republik Österreich sowie das Komturkreuz der Republik Senegal. Bockelmann lief gern Ski, wanderte und war Rotarier.

## Familie
Werner Bockelmann war Vater von vier Söhnen: Mischa (1939–1946), Andrej (* 1941), Martin (1947–2007) und Thomas (* 1955). Andrej Bockelmann ist promovierter Soziologe, freiberuflicher Journalist und Filmproduzent. Thomas Bockelmann ist Schauspieler und Regisseur, er leitete als Intendant Theater in Tübingen, Wilhelmshaven und Münster. Er war fünfzehn Jahre lang Intendant des Staatstheaters in Kassel.
Zwei seiner Brüder, Erwin Bockelmann und Jonny Bockelmann, waren Mineralölindustrielle. Ein weiterer Bruder, Gert Bockelmann, lebte auf Gut Barendorf bei Lüneburg, das heute eine Heimvolkshochschule beherbergt, und war dort zeitweise Bürgermeister. Sein vierter Bruder Rudolf Bockelmann war Vater des Sängers Udo Jürgens und des Malers und Fotografen Manfred Bockelmann.

## Auszeichnungen
- 1963: Großes Silbernes Ehrenzeichen mit dem Stern für Verdienste um die Republik Österreich[10]
- Das 1973 gebaute „Werner-Bockelmann-Haus“, ein Senioren-Wohnheim in Berlin-Wilmersdorf, trägt seinen Namen, da es auch aus Mitteln des  Hilfswerk Berlin errichtet wurde.